# ソニックウォール
ソニックウォール（SonicWALL,Inc.）は、UTM（統合脅威管理）等のネットワークセキュリティ機器を製造、販売する、アメリカ合衆国の企業である。2012年にデルの傘下となり、デルソニックウォール（Dell SonicWALL）とも呼ばれたが、2016年に再独立している。本社はカリフォルニア州サンノゼにある。

## 沿革
- 1991年 - 会社設立。
- 1999年
  - NASDAQ上場（SNWL）。
  - SSLアクセラレータ機器メーカー Phobos Corporationを買収。日本オフィス開設。
- 2001年 - VPN機器メーカー RedCreek Communications,Inc.を買収。セキュリティコンサルティングサービスを行う Ignyte Technology社を買収。
- 2005年 - データバックアップ・ソリューションを提供する Lasso Logic Inc.を買収。リモートアクセス技術の開発を行うenKooを買収。
- 2006年 - 電子メールセキュリティメーカー MailFrontier,Inc.を買収。
- 2007年 - SSL-VPN機器メーカー Aventail Corporationを買収。
- 2008年 - 協和エクシオとカスタマ・サポートサービス分野での業務提携。
- 2010年 - NECネッツエスアイ株式会社と提携し全製品に24時間365日のカスタマサポートサービス体制を構築。私的投資顧問会社TomaBravoに経営権委譲、傘下となる。NASDAQ上場廃止。
- 2012年 - デルがソニックウォールを買収することを3月13日に発表し、5月までに買収が完了。
- 2016年 - デルがソニックウォールをフランシスコ・パートナーズ（英語版）とエリオット・マネジメントに売却[1]。

## 事業所
- 東京都千代田区内幸町1-5-2 内幸町平和ビル20F

## 主要製品
- UTM：Total Secureシリーズ、NSAシリーズ
- SSL-VPN：SonicWall SSLシリーズ、Aventailシリーズ
- 電子メール：Email Securityシリーズ

## 代理店
- NTTアドバンステクノロジ株式会社
- キヤノンITソリューションズ株式会社
- ソフトバンクBB株式会社
- マクニカネットワークス株式会社
- 丸紅情報システムズ株式会社
- NECネッツエスアイ株式会社
- NECフィールディング株式会社
- 株式会社大塚商会
- キヤノンマーケティングジャパン株式会社
- 東芝情報機器株式会社
- 株式会社富士通ビジネスシステム
- ぷらっとホーム株式会社
- 丸紅インフォテック株式会社
- 株式会社テクニカル・ユニオン
- 西部ガス情報システム株式会社
- 日本ICS株式会社
- 株式会社北海道CSK